# Dutch Open 1998 - Qualificazioni doppio
Le qualificazioni del doppio  del Dutch Open 1998 sono state un torneo di tennis preliminare per accedere alla fase finale della manifestazione. I vincitori dell'ultimo turno sono entrati di diritto nel tabellone principale. In caso di ritiro di uno o più giocatori aventi diritto a questi sono subentrati i lucky loser, ossia i giocatori che hanno perso nell'ultimo turno ma che avevano una classifica più alta rispetto agli altri partecipanti che avevano comunque perso nel turno finale.
Le qualificazioni del doppio del torneo Dutch Open 1998 prevedevano 4 coppie partecipanti di cui una è entrata nel tabellone principale.

## Teste di serie
1. Nebojša Đorđević /  James Holmes (Qualificati)

1. Dinu Pescariu /  Davide Sanguinetti (primo turno)

## Qualificati
1. Nebojša Đorđević  /   James Holmes

## Tabellone

### Legenda
| - Q = Qualificato - WC = Wild card - LL = Lucky loser | - ALT = Alternate - SE = Special Exempt - PR = Protected Ranking | - w/o = Walkover - r = Ritirato - d = Squalificato |

|  | Primo turno | Primo turno                      | Primo turno | Primo turno | Primo turno |  |  | Ultimo turno | Ultimo turno                  | Ultimo turno                  | Ultimo turno | Ultimo turno |  |
|  |             |                                  |             |             |             |  |  |              |                               |                               |              |              |  |
|  | 1           | Nebojša Đorđević James Holmes    | 6           | 1           | 7           |  |  |              |                               |                               |              |              |  |
|  |             | Albert Portas Jairo Velasco, Jr. | 3           | 6           | 6           |  |  | 1            | Nebojša Đorđević James Holmes | Nebojša Đorđević James Holmes | 6            | 6            |  |
|  |             | Martijn Bok Martin Verkerk       | 4           | 6           | 6           |  |  |              | Martijn Bok Martin Verkerk    | Martijn Bok Martin Verkerk    | 4            | 3            |  |
|  | 2           | Dinu Pescariu Davide Sanguinetti | 6           | 2           | 4           |  |  |              |                               |                               |              |              |  |